# 乔山人善琴
乔山人善琴是由徐珂所写的古代文言文作品。文章表现出知音难觅、对牛弹琴的无奈。

## 文章简介
在开国的时候，有个乔山人善于弹琴。他弹琴的指法很精湛，曾经得到过奇异的人传授。有一次他游历到楚国，在旅店弹奏洞庭曲。隔壁的一位老妇人听了琴音，非常感动，不断感叹惋惜。曲子弹奏完了，乔山人叹息道：“我弹琴谈了大半辈子，终于在这里遇见了知音！”老妇人说道：“我的老伴活着的时候，是以弹棉花当作职业的。今天听见你在这里弹琴，太像我老伴弹棉花的声音了！”页面文本。

## 作者简介
徐珂（1869年－1928年），原名昌，字仲可，浙江杭县（今杭州市）人。